# Плато Батеке
Плато Батеке — плато на південному сході Габону і в Республіці Конго. Висота до 830 м, складене пісковиками. Це найспекотніший і найсухіший район країни.
В цьому районі знаходиться найвища точка Республіки Конго — вершина Лекеті (1040 м).